# Komogllave
Komogllave (albanska: Komogllave, serbiska: Kamena Glava) är en by i Kosovo. Den ligger i kommunen Ferizaj. Enligt den senaste folkräkningen år 2011 fanns det 4 404 invånare.

## Demografi
| Demografi   | 2011 |
| ----------- | ---- |
| albaner     | 4401 |
| bosnjaker   | 2    |
| odeklarerat | 1    |